# Long văn tiên ảnh
Long văn tiên ảnh (Hán tự: 龍文鞭影), trước đây từng được gọi là Mông dương cố sự (Hán tự: 蒙養故事) là một cuốn sách giáo khoa huấn thị khai trí dành cho trẻ em, biên thảo bởi Dương Thần Tranh (楊臣諍) vào thời nhà Minh, viết về những điển cố theo hình thức cách luật nhằm răn dạy đạo lý. Cuốn sách có chứa nhiều bài thơ tứ ngôn (bốn chữ), được viết theo lối gieo vần Bình Thuỷ.

## Lược sử
Cuốn sách khởi nguyên, "Mông dương cố sự", được viết theo lối văn vần tứ tự, một câu bốn chữ, hai câu đối được với nhau. Chẳng hạn như câu:
| \| “ \| 伍員覆楚， 勾踐滅吳 \| ” \| | Hán Việt: Ngũ viên phúc Sở, Câu Tiễn diệt Ngô |   |
| “                                   | 伍員覆楚， 勾踐滅吳                           | ” |

khiến cho người đọc liên tưởng tới câu chuyện cổ Ngũ Tử Tư lật nước Sở, với câu chuyện Việt Vương Câu Tiễn diệt nước Ngô của Phù Sai. Tuy là hai câu chuyện hoàn toàn khác nhau nhưng chúng lại liên quan mật thiết đến nhau. Về sau, Dương Thần Tranh cho rằng cuốn sách rất có ích cho trẻ em, chỉ đáng tiếc là nó có quá ít tập hợp những câu chuyện, cũng như việc các ghi chép của Hạ Quảng Văn vẫn còn khá suyễn mậu cũng như sơ giản. Do đó ông đã tự mình cải biên và hiệu đính lại cuốn sách, đổi tên nó thành "Long văn tiên ảnh".
Cuốn sách được chia ra làm hai quyển. Lời tựa đề cuốn sách có ghi:
| “ | 龍文，良馬也，見鞭影則急馳，不俟鞭策而後騰讓也。 | ” |

Hán việt: Long văn, lương mã dã, kiến tiên ảnh tắc cấp trì, bất sĩ tiên sách nhi hậu đằng nhượng dã.

Giải nghĩa rằng; "Văn của rồng, ngựa tốt chỉ thấy bóng roi đã vọt chạy nước đại, chẳng chờ phải thúc đằng sau thì mới chồm nhổm.", ý rằng mong cho con trẻ khi đọc cuốn sách này sẽ "vọng tử thành long" 望子成龍, sáng lòng mà hoá rồng.